# Telmatherina bonti
Telmatherina bonti är en fiskart som beskrevs av Weber och De Beaufort 1922. Telmatherina bonti ingår i släktet Telmatherina och familjen Telmatherinidae. IUCN kategoriserar arten globalt som livskraftig. Inga underarter finns listade i Catalogue of Life.